# Rhodesiella longicronis
Rhodesiella longicronis är en tvåvingeart som först beskrevs av Meijere 1924.  Rhodesiella longicronis ingår i släktet Rhodesiella och familjen fritflugor. Inga underarter finns listade i Catalogue of Life.